# Adam Baldwin
Adam Baldwin (* 27. února 1962, Chicago, Illinois, USA) je americký herec. Do povědomí se dostal svými rolemi, jako byli například Animal Mother v Kubrickově filmu Olověná vesta, Ricky Linderman ve snímku Moje tělesná stráž, Knowle Rohrer v seriálu Akta X či Marcus Hamilton v seriálu Angel. Ve sci-fi seriálu Firefly a ve filmu Serenity hrál postavu Jaynea Cobba, v komediálním špionážním seriálu Chuck ztvárnil agenta NSA Johna Caseyho.

## Biografie

### Mládí
Baldwin se narodil v Chicagu v Illinois. Vystudoval střední školu New Trier ve Winnetce a pracoval nějakou dobu jako řidič kamionu.

### Kariéra
Od roku 1980 účinkoval v mnoha filmech. V roce 1980 hrál Ricky Lindermana ve filmu Moje tělesná stráž a poté se posunul k větším rolím ve filmech Taxikáři (1983), Olověná vesta (1987), Den nezávislosti (1996), Smoke Jumpers (1996) a Serenity (2005), ve kterém pokračoval ve své roli žoldnéře Jaynea Cobba z televizního seriálu Firefly. Jeho další práce zahrnovala filmy, jako jsou Radio Flyer (1992), Ze Země na Měsíc (1998) či Dobrodružství Poseidonu (2005) a seriály, jako např. Akta X (Knowle Rohrer), Men in Black: The Series, Hvězdná brána, Angel, The Inside a Námořní vyšetřovací služba. Hrál také postavu Chad Shelten v seriálu stanice ABC Za rozbřesku (2006).
Baldwin vyhrál v roce 2006 SyFy Genre Awards v kategorii Nejlepší televizní herec ve vedlejší roli za svou roli Jaynea Cobba v televizním seriálu Firefly.
V roce 2007 daboval Supermana v animovaném snímku Superman: Soudný den, v letech 2007–2012 hrál v seriálu stanice NBC Chuck agenta NSA Johna Caseyho.
Daboval také několik videoher, např. Halo 3.

## Filmografie

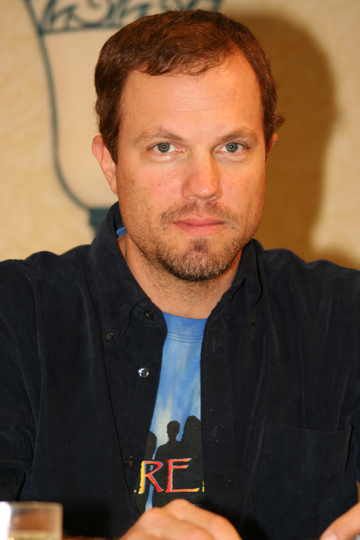
Baldwin na AdventureConu 2006

- Moje tělesná stráž (1980)
- Obyčejní lidé (1980)
- Taxikáři (1983)
- Lehkomyslní (1984)
- Poison Ivy (1985)
- Olověná vesta (1987)
- The Chocolate War (1988)
- Hitman (1989)
- Nejbližší příbuzenstvo (1989)
- Predátor 2 (1990)
- Radio Flyer (1992)
- Smrtící únik (1992)
- Kam tě den zavede (1992)
- Wyatt Earp (1994)
- Výměnný obchod (1995)
- Den nezávislosti (1996)
- Smoke Jumpers (1996)
- Gargantua (1998)
- Patriot (2000)
- Hra na dvě strany (2001)
- Jackpot (2001)
- Control Factor (2002)
- Evil Eyes (2004)
- Dobrodružství Poseidonu (2005)
- Serenity (2005)
- Zapomenutá kletba (2007)
- Tvrďák Taylor (2008)
- Gospel Hill (2008)

## Televize
- Mys (1996–1997) (plk. Jack Riles)
- Krajní meze (1998) (major James Bowen)
- Ze Země na Měsíc (1998)
- Sběratelé kostí
- The Inside
- Firefly (2002–2003) (Jayne Cobb)
- Jackie Chan Adventures (Finn)
- Angel (Marcus Hamilton)
- Akta X (Knowle Rohrer/Supersoldier)
- Men in Black: The Series
- Justice League Unlimited
- Za rozbřesku (2006, 2008)
- Hvězdná brána (plk. Dave Dixon)
- Námořní vyšetřovací služba
- VR5
- Invader Zim (Shloogorgh Customer)
- Chuck (agent NSA John Casey)
- Superman: Soudný den
- Halo 3
- Half-Life 2: Episode Two
- JAG („Good Intentions“, Michael Rainer, 2004)
- Kriminálka New York („Hostage“, Brett Dunbar, 2008)
- Kriminálka Miami („Dead Woman Walking“, De Soto, Radiation Man #1, 2003)